# Yaneth Giha Tovar
Yaneth Giha Tovar, née à Barranquilla, est une économiste et femme politique colombienne. Elle a occupé le poste de ministre de l'Éducation nationale entre 2016 et 2018 sous la présidence de Juan Manuel Santos.